# Charles de Moüy
Charles de Moüy, né le 11 septembre 1834 à Paris 10e et mort le 14 décembre 1922 à Paris 16e, est un diplomate et écrivain français.

## Biographie
Il est ambassadeur de France en Grèce de 1880 à 1886, puis en Italie de 1886 à 1888.
Il collabore notamment à La Presse, La Revue européenne, La Revue de Paris, La Revue française, Le Correspondant, la Revue des provinces de France, Le Magasin de librairie, Le Constitutionnel, Journal officiel.

## Œuvres
- Don Carlos et Philippe II, 1863 — prix Montyon  de l’Académie française
- L’Ambassade du duc de Créqui (1662-1665), 1893 —  prix Bordin de l’Académie française
- Souvenirs et Causeries d’un diplomate, 1910 — prix Marcelin Guérin de l’Académie française